# روبرتو كوزاك
روبرتو كوزاك (بالإسبانية: Roberto Kozak)‏ هو مهندس ودبلوماسي أرجنتيني، ولد في 14 مايو 1942 في الأرجنتين، وتوفي في سبتمبر 2015 في بوينس آيرس في الأرجنتين.